# Кепос (кантон)
Кепос (исп. Quepos) — кантон в провинции Пунтаренас Коста-Рики.

## География
Находится в центральной части провинции. Граничит на северо-востоке с провинцией Сан-Хосе, на юге побережье Тихого океана. Административный центр — Кепос.

## История
Кантон образован 30 октября 1948 года. До февраля 2015 года назывался Агирре (исп. Aguirre).

## Округа
Кантон разделён на 3 округа:
1. Кепос
2. Савегре
3. Наранхито